# Alessandro di Schleswig-Holstein-Sonderburg
Alessandro di Schleswig-Holstein-Sonderburg (Sønderborg, 20 gennaio 1573 – 13 maggio 1627) è stato un nobile danese.

## Biografia
Alessandro nacque a Sønderborg (tedesco: Sonderburg) nello Schleswig, come quartogenito e terzo figlio maschio di Giovanni di Schleswig-Holstein-Sonderburg ed Elisabetta di Brunswick-Grubenhagen. Suo fratello maggiore scelse Ærø come feudo, e così Alessandro ricevette Sønderborg alla morte di suo padre, divenendo quindi il secondo duca.
Alessandro sposò Dorotea di Schwarzburg-Sondershausen il 26 novembre 1604 a Oldenburg; ebbero nove figli:
- Giovanni Cristiano, Duca di Schleswig-Holstein-Sonderburg-Franzhagen (1607-1653)
- Alessandro Enrico, Duca di Schleswig-Holstein-Sonderburg (1608-1657)
- Ernest Gunther di Schleswig-Holstein-Sonderburg-Augustenburg (1609-1689)
- Giorgio Federico, Duca di Schleswig-Holstein-Sonderburg (1611-1676)
- Augusto Filippo di Schleswig-Holstein-Sonderburg-Beck (1612-1675)
- Adolfo, Duca di Schleswig-Holstein-Sonderburg (1613-1616)
- Anna Elisabetta, Duchessa di Schleswig-Holstein-Sonderburg (1615-1616)
- Guglielmo Antonio, Duca di Schleswig-Holstein-Sonderburg (1616)
- Sofia Caterina, Duchessa di Schleswig-Holstein-Sonderburg (1617-1696)
- Eleonora Sabina, Duchessa di Schleswig-Holstein-Sonderburg (1619)
- Filippo Luigi, Duca di Schleswig-Holstein-Sonderburg-Wiesenburg (1620-1689)

## Ascendenza
|                                             |   |                                   | Genitori                         |  |  | Nonni |  |  | Bisnonni                |  |  | Trisnonni                |  |
|                                             |   |                                   |                                  |  |  |       |  |  | Federico I di Danimarca |  |  | Cristiano I di Danimarca |  |
|                                             |   |                                   |                                  |  |  |       |  |  | Federico I di Danimarca |  |  | Cristiano I di Danimarca |  |
|                                             |   | Dorotea di Brandeburgo            |                                  |  |  |       |  |  | Federico I di Danimarca |  |  |                          |  |
| Cristiano III di Danimarca                  |   |                                   |                                  |  |  |       |  |  | Federico I di Danimarca |  |  |                          |  |
|                                             |   | Anna del Brandeburgo              | Giovanni I di Brandeburgo        |  |  |       |  |  |                         |  |  |                          |  |
|                                             |   | Anna del Brandeburgo              | Giovanni I di Brandeburgo        |  |  |       |  |  |                         |  |  |                          |  |
|                                             |   | Anna del Brandeburgo              | Margherita di Sassonia           |  |  |       |  |  |                         |  |  |                          |  |
| Giovanni di Schleswig-Holstein-Sonderburg   |   | Anna del Brandeburgo              |                                  |  |  |       |  |  |                         |  |  |                          |  |
|                                             |   | Magnus I di Sassonia-Lauenburg    | Giovanni V di Sassonia-Lauenburg |  |  |       |  |  |                         |  |  |                          |  |
|                                             |   | Magnus I di Sassonia-Lauenburg    | Giovanni V di Sassonia-Lauenburg |  |  |       |  |  |                         |  |  |                          |  |
|                                             |   | Magnus I di Sassonia-Lauenburg    | Dorotea di Hohenzollern          |  |  |       |  |  |                         |  |  |                          |  |
| Dorotea di Sassonia-Lauenburg               |   | Magnus I di Sassonia-Lauenburg    |                                  |  |  |       |  |  |                         |  |  |                          |  |
|                                             |   | Caterina di Braunschweig-Lüneburg | Enrico IV di Brunswick-Lüneburg  |  |  |       |  |  |                         |  |  |                          |  |
|                                             |   | Caterina di Braunschweig-Lüneburg | Enrico IV di Brunswick-Lüneburg  |  |  |       |  |  |                         |  |  |                          |  |
|                                             |   | Caterina di Braunschweig-Lüneburg | Caterina di Pomerania-Wolgast    |  |  |       |  |  |                         |  |  |                          |  |
| Alessandro di Schleswig-Holstein-Sonderburg |   | Caterina di Braunschweig-Lüneburg |                                  |  |  |       |  |  |                         |  |  |                          |  |
|                                             | … | …                                 |                                  |  |  |       |  |  |                         |  |  |                          |  |
|                                             | … | …                                 |                                  |  |  |       |  |  |                         |  |  |                          |  |
|                                             | … | …                                 |                                  |  |  |       |  |  |                         |  |  |                          |  |
| Ernesto III di Brunswick-Grubenhagen        | … |                                   |                                  |  |  |       |  |  |                         |  |  |                          |  |
|                                             |   | …                                 | …                                |  |  |       |  |  |                         |  |  |                          |  |
|                                             |   | …                                 | …                                |  |  |       |  |  |                         |  |  |                          |  |
|                                             |   | …                                 | …                                |  |  |       |  |  |                         |  |  |                          |  |
| Elisabetta di Brunswick-Grubenhagen         |   | …                                 |                                  |  |  |       |  |  |                         |  |  |                          |  |
|                                             |   | …                                 | …                                |  |  |       |  |  |                         |  |  |                          |  |
|                                             |   | …                                 | …                                |  |  |       |  |  |                         |  |  |                          |  |
|                                             |   | …                                 | …                                |  |  |       |  |  |                         |  |  |                          |  |
| Margherita di Pomerania-Wolgast             |   | …                                 |                                  |  |  |       |  |  |                         |  |  |                          |  |
|                                             |   | …                                 | …                                |  |  |       |  |  |                         |  |  |                          |  |
|                                             |   | …                                 | …                                |  |  |       |  |  |                         |  |  |                          |  |
|                                             |   | …                                 | …                                |  |  |       |  |  |                         |  |  |                          |  |
|                                             |   | …                                 |                                  |  |  |       |  |  |                         |  |  |                          |  |